# Lesione da pressione
La lesione da pressione (comunemente detta piaga da decubito) è una lesione tissutale, con evoluzione necrotica, che interessa l'epidermide, il derma e gli strati sottocutanei, fino a raggiungere, nei casi più gravi, la muscolatura e le ossa. Piuttosto comunemente è detta anche "piaga" anche se il termine "piaga da decubito" è stato ampiamente superato e viene comunemente sostituito con il termine "lesione da pressione" o "ulcera da pressione".

## Eziologia

Punti di ulcera da pressione. Rosso: in posizione supina. Blu: in posizione sdraiata di lato.

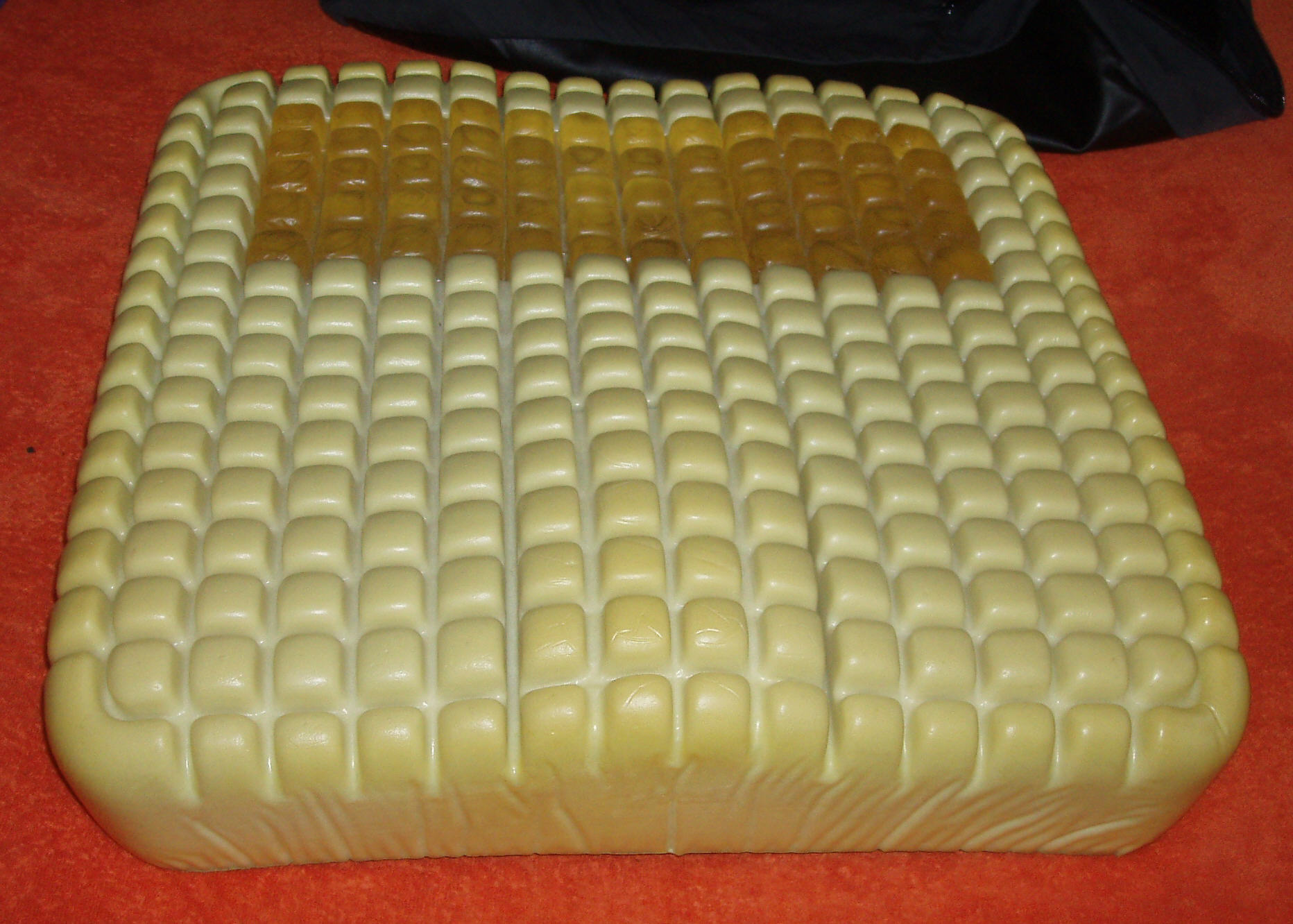
Materasso antidecubito, presidio che può prevenire la formazione di lesioni da pressione.

Una lesione da pressione è la conseguenza diretta di una elevata o prolungata compressione, o di forze di taglio (o stiramento), causanti uno stress meccanico ai tessuti e la strozzatura di vasi sanguigni. Essa è dovuta alla persistente pressione che, superando i 32 mm di mercurio, causa una compressione dei vasi sanguigni, con conseguente ipossia e necrosi tissutale, tale pressione deve essere protratta e continua nel tempo, portando allo sviluppo della lesione tra la prima ora fino a non oltre le 6 ore.
Le lesioni da pressione spesso sono delle conseguenze dovute a una inadeguata assistenza in ambito domiciliare per mancanza di conoscenze da parte degli assistenti sanitari o in ambito ospedaliero da parte dei professionisti sanitari. La mancata attivazione di tecniche di prevenzione con utilizzo di moderni ausili antidecubito può provocare gravissime lesioni.

### Fattori intrinseci delle lesioni da pressione
- Alterato controllo vasomotorio (rallentamento del circolo, alterazione del connettivo...);
- Riduzione della sensibilità cutanea;
- Atrofia della massa muscolare (esporre tuberosità ischiatica a rischio lesione);
- Cachessia;
- Malnutrizione;
- Immobilità;
- Infezioni sistemiche o localizzate;
- Scadenti condizioni generali, anche dei problemi di gestione del paziente;
- Disturbi della personalità;

### Fattori estrinseci
- Allettamento e inadeguata mobilizzazione dei pazienti;
- Compressione prolungata (forze verticali);
- Sfregamento cutaneo: forze orizzontali che tendono a disepitelizzare la zona;
- Piano di appoggio inadeguato;
- Carenze igieniche, come una scarsa igiene dopo l'evacuazione.

### Fattori estrinseci locali
- Aumento della temperatura a livello locale e diaforesi, ad esempio per l'utilizzo improprio di pannoloni e traverse monouso in ambito sanitario e ospedaliero;
- Scarsa aerazione della cute soprattutto nella zona sacrale, trocanterica e perineale (ad es. lasciare i pannoloni chiusi favorisce l'instaurarsi di processi infettivi della cute e lesioni da decubito);
- Presenza di corpi estranei;
- Umidità;
- Forze di taglio e di sfregamento.

## Stadiazione

Vari stadi delle lesioni da pressione.

I sistemi di classificazione o stadiazione delle lesioni da pressione identificano per stadi le lesioni basandosi sulle condizioni degli strati del tessuto interessato. Le classificazioni per stadi non hanno il compito di descrivere globalmente la lesione, ma di quest'ultima ne forniscono una descrizione anatomica, relativamente semplice, della sua profondità. È sempre opportuno, qualora si classifichi, valuti e documenti una lesione utilizzare un sistema concordato, in quanto esistono vari sistemi di classificazione; tra i più usati è quello proposto dal National Pressure Ulcer Advisory Panel (nato durante la Consensus Conference del 1991:
| Stadio      | Descrizione | Terapia |
| ----------- | --- | --- |
| Stadio I:   | eritema fisso (che non scompare alla digito-compressione) della cute integra; altri segni indicativi dell'imminente insorgenza della lesione possono essere lo scolorimento cutaneo, il calore o l'indurimento.                                                                 | - Igiene posturale - Mobilizzazione attiva/passiva - Riposizionare il paziente in modo che la pressione sia alleviata / ridotta e redistribuita (Forza delle evidenze C) - Rinforzo muscolare - Ultrasuoni (onde meccaniche che fanno massaggio vibratorio sottocutaneo) anche in acqua, terapia farmacologica                     |
| Stadio II:  | ferita a spessore parziale che coinvolge l'epidermide e/o il derma. La lesione è superficiale e clinicamente si presenta come una abrasione, una vescicola o una lieve cavità;                                                                                                  | - Igiene posturale - Mobilizzazione - Riposizionare il paziente in modo che la pressione sia alleviata / ridotta e redistribuita (Forza delle evidenze C) - Rinforzo muscolare dove possibile - Fototerapia (I.R/U.V.) creano aumento temperatura locale - Ossigenoterapia locale o in camere iperbariche - Terapia farmacologica. |
| Stadio III: | ferita a tutto spessore che implica danno o necrosi del tessuto sottocutaneo che si può estendere fino alla sottostante fascia muscolare senza però attraversarla; la lesione si presenta clinicamente come una cavità profonda che può sottominare o meno il tessuto contiguo. | - Igiene posturale - Mobilizzazione - Riposizionare il paziente in modo che la pressione sia alleviata / ridotta e redistribuita (Forza delle evidenze C) - Rinforzo Muscolare - Terapia farmacologica e chirurgica |
| Stadio IV:  | ferita a tutto spessore con estesa distruzione dei tessuti, necrosi e danno ai muscoli, ossa e strutture di supporto (tendini, capsule articolari). La presenza di sottominature del tessuto e di tratti cavitari può essere associata a lesioni da decubito di stadio 4.       | - Igiene posturale - Mobilizzazione - Riposizionare il paziente in modo che la pressione sia alleviata / ridotta e redistribuita (Forza delle evidenze C) - Terapia farmacologica e chirurgica |

## Complicanze
Alcune complicanze non infettive:
- Emorragia/ Anemia
- Squilibri elettrolitici
- Disidratazione
- Anemia
- Squilibri idroelettrolitici
- Deplezione proteica
- Sepsi (al III e IV stadio e nelle ulcere chiuse)
- Osteomielite
- Carcinoma squamo-cellulare di Marjolin
- Prolungata degenza

## Prevenzione generale

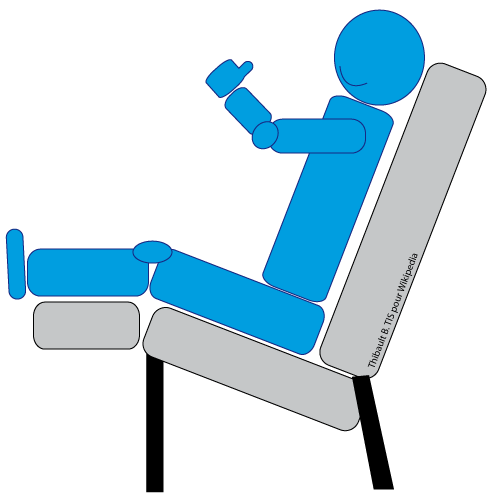
Una delle corrette posizioni per evitare le lesioni da pressione.

- Cambiare la posizione e pianificazione dei cambi posturali (in caso di ipomobilità o immobilità del paziente)
- Identificare il rischio: uso di protocolli
- Controllo farmacoterapia (sedazione),
- Rimuovere i carichi localizzati,
- Stabilire apporto corretto nutrizionale,
- Igiene (incontinenza, sudore),
- Riabilitazione precoce,
- Educazione dei Care Givers,

### Protocolli
Indice di Norton: valutazione di grossi parametri che predispongono il paziente ad alto/medio/basso rischio di lesioni da pressione.
Si basa su:
- condizioni generali fisiche,
- stato mentale,
- capacità di deambulare,
- capacità di muoversi nel letto,
- incontinenza.

Si dà un punteggio da 1 (peggiore) a 4 (migliore). Se la somma totale dei punteggi è </= 12: paziente ad alto rischio di lesioni da decubito. Il rischio diminuisce linearmente con l'aumentare del punteggio.
La scala di valutazione per gli infermieri è di 4 gradi:
| 1º grado: | eritema            |
| 2º grado: | vescicole          |
| 3º grado: | disepitelizzazione |
| 4º grado: | flittene           |
| 5º grado: | escara             |
| 6º grado: | ulcera             |
| 7º grado: |                    |

L'indice di Norton è stato a sua volta modificato in indice di Norton secondo Stotts dove i vari parametri sono stati dettagliati per poter fare una valutazione più accurata in quanto la prima scala di Norton era soggetta a valutazioni più soggettive (ciò che per un operatore è buono non è detto che lo sia per un altro operatore che valuta il medesimo paziente)

## Prevenzione locale
- Monitoraggio integrità cutanea,
- Proteggere e curare la cute (mantenerla asciutta, pulita ed idratata),
- Decompressione zone ad alto rischio (cambiare posizione ogni 2 ore, se si ha un materassino antidecubito ogni 4 ore),
- Ridurre le forze di pressione/taglio (presidi antidecubito, archetto),
- Assicurare ambiente igienicamente adeguato,
- Effettuare trattamento fisioterapico,
- Curare alimentazione ed idratazione.

## Trattamento dell'infezione, colonizzazione, contaminazione
Esistono modernissimi antisettici in grado di effettuare una riduzione della carica batterica in sede della lesione (medicazioni avanzate).

## Trattamento delle lesioni da decubito
Una lesione da decubito istologicamente ha sempre una tendenza a cronicizzare più che a guarire spontaneamente, esistono trattamenti con modernissime biotecnologie, che sono in grado di riattivare i processi di riparazione tissutale, inibendo i processi di cronicizzazione. Fra i farmaci si utilizzano il becaplermin e il cadexomero iodico.
Il trattamento si basa principalmente sullo sbrigliamento (debridement) della lesione.
Il tessuto necrotico deve essere rimosso nella maggior parte delle lesioni da decubito. Un'eccezione a questa regola è rappresentata dalle lesioni al tallone.
Il tessuto necrotico sfortunatamente è una zona ideale per la crescita batterica: necrosi ed infezione batterica hanno la capacità di compromettere notevolmente la guarigione della ferita.
Ci sono alcuni modi per rimuovere il tessuto necrotico:
- Sbrigliamento autolitico: si ricorre a delle medicazioni umide per promuovere l'autolisi tramite enzimi prodotti dall'organismo e dai globuli bianchi del sangue. Si tratta di un processo lento, ma per lo più indolore. È decisamente più efficace nei pazienti con sistema immunitario non compromesso.
- Debridement biologico: la terapia di sbrigliamento si basa sull'utilizzo di larve ad uso medico che si nutrono del tessuto necrotico e quindi puliscono la ferita nel contempo rimuovendo i batteri. Questo tipo di trattamento era stato ampiamente utilizzato nel passato e successivamente è caduto in disgrazia. Tuttavia nel gennaio 2004, una agenzia di controllo statale, la Food and Drug Administration (FDA) ha approvato l'utilizzo di larve come dispositivo medico.
- Debridement chimico o sbrigliamento enzimatico: è l'uso di alcuni particolari enzimi che promuovono la rimozione del tessuto necrotico.
- Sbrigliamento meccanico: comporta l'uso di particolari medicazioni, idromassaggio oppure ultrasuoni per rimuovere l'escara di una ferita stabile.
- Sbrigliamento chirurgico: o sbrigliamento tramite utilizzo di lame da bisturi e simili. È il metodo più veloce, in quanto permette al chirurgo di eliminare rapidamente il tessuto necrotico, il tessuto carente e la fibrina.